# 金池町
金池町（かないけまち）は、大分県大分市の町名。現行行政地名は金池町一丁目から金池町五丁目。住居表示実施済区域。

## 地理
大分市中心部に位置し、西から東に一-五丁目に分かれる。
北で府内町、大手町、北東で長浜町、東で錦町、南で顕徳町、南西で要町、西で大分駅前広場を挟んで末広町に隣接する。同じ「金池」を含む町名である金池南との間には要町があって隣接しない。
南辺に沿って国道10号が東西に走っている。また、地区の中心付近を大手通り（遊歩公園）が南北に縦貫している。

## 歴史
行政地名としては1964年（昭和39年）4月1日に従前の大字大分の一部（通称で南新町・金池北・金池南・東新町北・東新町南・塩九升町）から成立。

## 世帯数と人口
2022年（令和4年）3月31日現在（大分市発表）の世帯数と人口は以下の通りである。
| 丁目         | 世帯数    | 人口    |
| ------------ | --------- | ------- |
| 金池町一丁目 | 377世帯   | 654人   |
| 金池町二丁目 | 578世帯   | 1,135人 |
| 金池町三丁目 | 238世帯   | 392人   |
| 金池町四丁目 | 252世帯   | 445人   |
| 金池町五丁目 | 220世帯   | 420人   |
| 計           | 1,665世帯 | 3,046人 |

### 人口の変遷
国勢調査による人口の推移。
| 1995年（平成7年）  | 1,875人 | [ 6 ]  |  |
| 2000年（平成12年） | 1,938人 | [ 7 ]  |  |
| 2005年（平成17年） | 2,692人 | [ 8 ]  |  |
| 2010年（平成22年） | 3,192人 | [ 9 ]  |  |
| 2015年（平成27年） | 3,232人 | [ 10 ] |  |
| 2020年（令和2年）  | 3,247人 | [ 11 ] |  |

### 世帯数の変遷
国勢調査による世帯数の推移。
| 1995年（平成7年）  | 993世帯   | [ 6 ]  |  |
| 2000年（平成12年） | 1,014世帯 | [ 7 ]  |  |
| 2005年（平成17年） | 1,336世帯 | [ 8 ]  |  |
| 2010年（平成22年） | 1,583世帯 | [ 9 ]  |  |
| 2015年（平成27年） | 1,687世帯 | [ 10 ] |  |
| 2020年（令和2年）  | 1,782世帯 | [ 11 ] |  |

## 学区
市立小・中学校に通う場合、学区は以下の通りとなる（2022年4月時点）。
| 丁目         | 番・番地等 | 小学校             | 中学校                 |
| ------------ | ---------- | ------------------ | ---------------------- |
| 金池町一丁目 | 全域       | 大分市立金池小学校 | 大分市立上野ヶ丘中学校 |
| 金池町二丁目 | 全域       | 大分市立金池小学校 | 大分市立上野ヶ丘中学校 |
| 金池町三丁目 | 全域       | 大分市立金池小学校 | 大分市立上野ヶ丘中学校 |
| 金池町四丁目 | 全域       | 大分市立金池小学校 | 大分市立上野ヶ丘中学校 |
| 金池町五丁目 | 全域       | 大分市立金池小学校 | 大分市立上野ヶ丘中学校 |

## 事業所
2016年（平成28年）現在の経済センサス調査による事業所数と従業員数は以下の通りである。
| 丁目         | 事業所数  | 従業員数 |
| ------------ | --------- | -------- |
| 金池町一丁目 | 60事業所  | 668人    |
| 金池町二丁目 | 139事業所 | 1,737人  |
| 金池町三丁目 | 36事業所  | 346人    |
| 金池町四丁目 | 26事業所  | 202人    |
| 金池町五丁目 | 19事業所  | 111人    |
| 計           | 280事業所 | 3,064人  |

## 交通

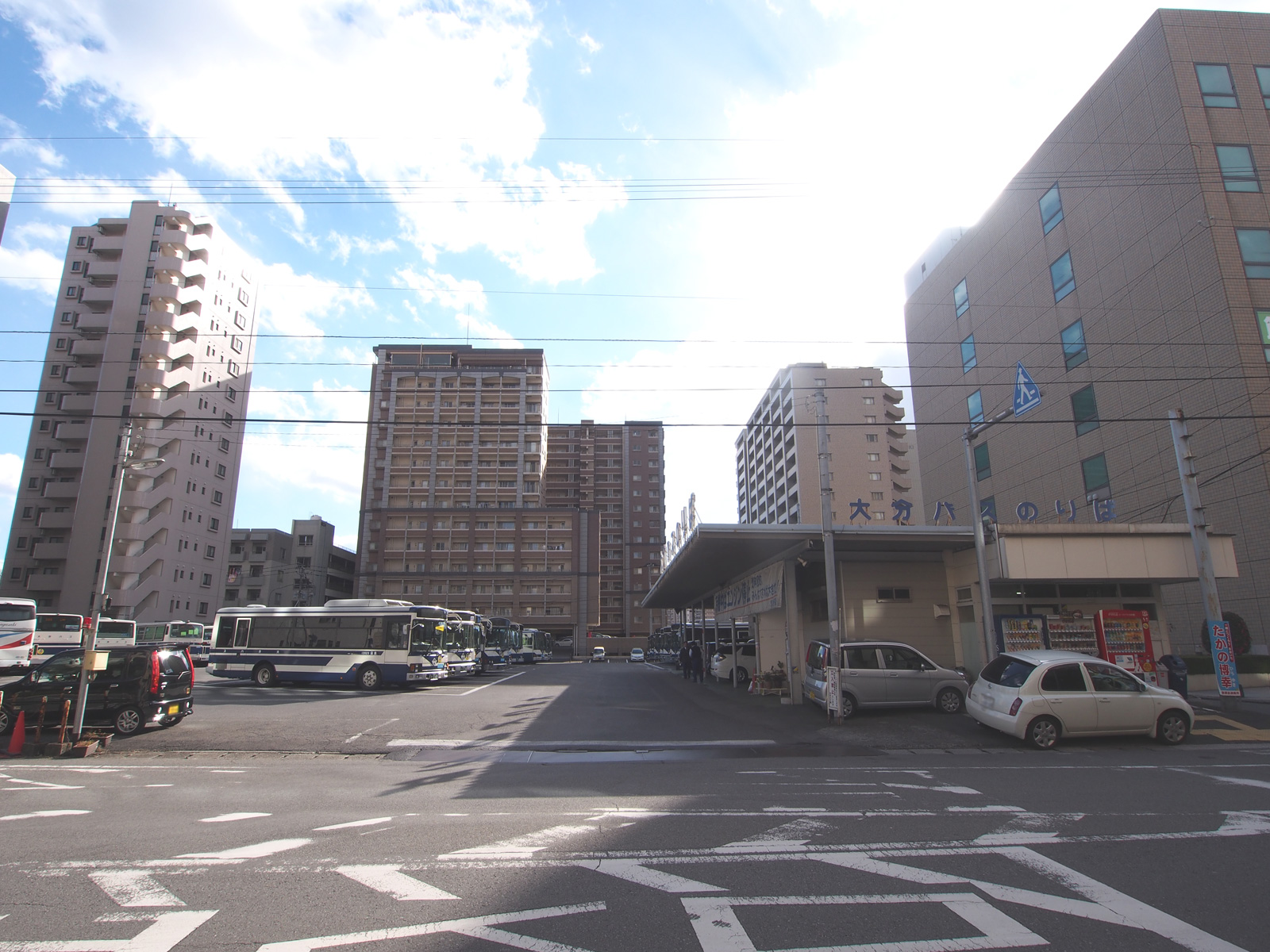
大分バス金池ターミナル

### 鉄道
鉄道は町内を通っていないが、隣接する要町に大分駅があり、徒歩で利用できる。

### バス
- 大分バス金池ターミナル

### 道路
- 国道10号
- 大分県道21号大分臼杵線
- 大手通り

## 施設
- 九州電力大分支店
- NTTドコモ大分支店
- 府内高等学校
- 大分県立盲学校
- 大分市立金池小学校 - 1886年（明治20年）に大分郡唯一の高等小学校として創立された歴史を持つ。
- 大分市立金池幼稚園
- 万寿寺

## その他

### 日本郵便
- 郵便番号 : 870-0026[2]（集配局 : 大分中央郵便局[14]）。